# Nerd Nite
Nerd Nite ist ein Veranstaltungsformat, bei dem drei Referenten jeweils einen 15-minütigen Vortrag zu einem Thema halten, mit dem sie sich intensiv beschäftigen.

## Geschichte
In Boston ging der Erfinder der Nerd Nite immer in seine Stammkneipe. Nachdem er drei Monate gefehlt hatte, wurde er gefragt, was er in der Zeit gemacht hatte. Er brachte Laptop und Beamer mit und berichtete über seine Forschungsreise. Dieser Bericht kam so gut an, dass er wiederholt werden sollte. Daraus ist die Nerd Nite entstanden.
In den USA sind die Events, die in regelmäßigen Abständen an öffentlichen Orten wie in einer Bar oder Kneipe stattfinden, schon weit verbreitet. Nach Deutschland holte Patrick Gruban, Chief Software Architekt bei Fidor TecS AG, das Konzept im Juli 2009. Seitdem finden in immer mehr Städten regelmäßige Treffen am Abend statt, die Interessierten, meist für einen kleinen Aufpreis, eine Alternative zu Partys oder Kino bieten.

## Städte in Deutschland
In folgenden Städten gibt es bereits eine Nerd Nite oder ist eine erste Nerd Nite geplant.
- München[1]
- Berlin (seit 2010), beispielsweise im Mai 2015 in der „FC Magnet Bar Mitte“.[2]
- Düsseldorf[3]
- Hamburg (seit 2014), regelmäßig auf St. Pauli bei „Uwe Reeperbahn“.[4]
- Braunschweig[5]
- Burgdorf/Hannover[6]
- Erlangen[7]
- Nürnberg[8]
- Hildesheim (2013 eingestellt[9])
- Leipzig[10]
- Waldkraiburg[11]
- Magdeburg[12]
- Aachen[13]
- Ravensburg[14]
- Seefeld/Stadland[15]
- Bonn (seit 2019)[16]

## Motto
Die Nerd Nite hat zwei Mottos:
- Be there and be square
- It’s like Discovery Channel ... with beer.

## Ablauf einer Nerdnite

### Location
Eine Nerd Nite findet üblicherweise in einer Baratmosphäre statt. D. h. die Zuhörer können während des normalen Kneipenbesuchs noch etwas lernen. Allerdings werden inzwischen oft Kompromisse gemacht, da die Zuhörer idealerweise alle freien Blick auf den Referenten haben und nicht mit dem Rücken zum Referenten sitzen sollten.

### Vorträge
Bei einer typischen Nerd Nite gibt es drei Vorträge, die je 15 Minuten dauern und nach jedem Vortrag eine Fragerunde. Wie der Vortrag gestaltet wird, steht den Referenten frei.

### Themen
Neben den typischen Technik-Themen werden alle Themen akzeptiert, die Abseits des Mainstream liegen, sofern sich der Referent intensiv damit beschäftigt hat. Viele Themen haben einen wissenschaftlichen Hintergrund.